# Naumburger SV 05
Naumburger SV 05 is een Duitse voetbalclub uit Naumburg, Saksen-Anhalt. De club speelde voor 1933 enkele seizoenen op het hoogste niveau.

## Geschiedenis
De club werd in 1905 opgericht als Hohenzollern SV Naumburg. De club was aangesloten bij de Midden-Duitse voetbalbond. In 1911/12 speelde de club in de hoogste klasse van de Oost-Thüringse competitie en werd daar laatste. Na dit seizoen verhuisde club naar de nieuwe competitie van Saale-Elster. In 1916 werd de club kampioen en plaatste zich zo voor de Midden-Duitse eindronde en verloor met 2:8 van SC Weimar. Na de Tweede Wereldoorlog en de val van het Keizershuis Hohenzollern werd de naam gewijzigd in Naumburger SpVgg 05. De club werd voor de tweede keer kampioen en won in de eindronde van Wacker Nordhausen en verloor dan van Hallescher FC 96.
De competitie van Saale-Elster werd tijdelijk opgeheven en Naumburg werd ondergebracht in de competitie van Saale, waar het tegen de sterke clubs uit Halle moest opboksen. In 1922/23 werd de club ,met twee punten achterstand op SpVgg Borussia 02 Halle, vicekampioen. Na dit seizoen werd de club weer in de competitie van Saale-Elster ondergebracht, die het meteen won. In de eindronde won de club van VfB Eisleben, SV Jena 03 en SC Oberlind 06 en bereikte de halve finale, die ze van Wacker Halle verloren. De volgende twee seizoenen eindigde de club in de lagere middenmoot en werd opnieuw kampioen in 1927/28. In de eindronde versloeg de club Riesaer SV 03 en verloor dan van Wacker Halle. Ook het volgende seizoen was de club van de partij en na een overwinning op Preußen Biehla verloor de club van Sportfreunde Leipzig. Twee jaar later volgde een nieuwe titel, maar in de eindronde verloor de club meteen van SV Jena. 
In 1933 werd de competitie grondig geherstructureerd. Alle Midden-Duitse competities werden gedegradeerd tot derde klassen en vervangen door de Gauliga Mitte en Gauliga Sachsen. Als vicekampioen plaatste de club zich voor de Bezirksklasse Halle-Merseburg, die nu de tweede klasse werd. De club eindigde drie jaar op rij in de middenmoot en degradeerde dan in 1937 en slaagde er niet meer in terug te keren. 
Na de Tweede Wereldoorlog werden alle Duitse voetbalclubs ontbonden. De club werd heropgericht als VEB Mikrosa en nam later de naam Motor Naumburg aan. In 1973 werd de naam FSG Naumburg aangenomen. Op sportief vlak speelde de club geen rol van betekenis in het Oost-Duitse voetbal en kon nooit tot in een van de hoogste drie klassen doordringen.
In 1993 werd terug de historische naam aangenomen. In 2011 degradeerde de club uit de Verbandsliga naar de Landesliga, de zevende klasse.

## Erelijst
Kampioen Saale-Elster
1916, 1919, 1924, 1925, 1928, 1929, 1931